# Región de Gbôklé
Gbôklé es una de las treinta y una regiones de Costa de Marfil. En mayo de 2014 tenía una población censada de 400 798 habitantes. Está formada por los siguientes departamentos, que se muestran igualmente con población de mayo de 2014:
- Fresco 101,298
- Sassandra 299,500[1]